# Hunsingore
Hunsingore är en by och en civil parish i North Yorkshire, England. Civil parish har 122 invånare (2001). Den har en kyrka.